# Jean-Claude Lemoult
Jean-Claude Lemoult, francoski nogometaš, * 28. avgust 1960, Neufchâteau, Vosges, Francija.
Lemoult je za Francijo nastopil na Poletnih olimpijskih igrah 1984 v Los Angelesu in s francosko nogometno reprezentanco tam osvojil zlato medaljo. 